# Карьерная
Карьерная — маловодная балка в Сакском районе Крыма. Длина водотока — 32,0 км, площадь водосборного бассейна — 442,0 км².
Балка начинается в Степном Крыму в районе села Крайнее, пролегает на запад, впадает в озеро Сасык-Сиваш примерно у села Охотниково на отметке — 0,6 м от уровня моря. Согласно справочнику «Поверхностные водные объекты Крыма», притоков не имеет, при этом, по тому же справочнику, в неё справа впадают балки:
- Барановская — впадает в 1,0 км от устья, длиной 13,0 км, площадь водосбора 63,9 км².
- Листовская — впадает в 1,6 км от устья, длиной 13,0 км, площадь водосбора 63,9 км²; имеет 3 притока, один из которых балка Любимовская (длина 7,6 км, площадь водосборного бассейна 38,0 км²), впадает слева, в 4,6 км от устья.
- Надеждинская[вд] (ранее — долина Джилги-баш[6]) — впадает в 5,0 км от устья, длиной 12,0 км, площадь водосбора 58,1 км²[3][5].

Водоохранная зона балки установлена в 100 м.